# Gorbiscape
Gorbiscape – rodzaj pająków z rodziny lejkowcowatych. Obejmuje dwa opisane gatunki.

## Morfologia i zasięg
Samce osiągają od 6,2 do 10 mm długości ciała przy karapaksie długości od 3,2 do 4,5 mm, samice zaś osiągają od 7,8 do 14 mm długości ciała przy karapaksie długości od 3,35 do 5,5 mm. Ubarwienie karapaksu jest jasnobrązowe z jasną, zwężającą się lekko ku tyłowi przepaską środkową, brązowymi przepaskami bocznymi i jasnymi przepaskami przykrawędziowymi. Szczękoczułki mają po dwa zęby na krawędziach przednich i po trzy na krawędziach tylnych. Odnóża są jasne z wyraźnym, ciemniejszym obrączkowaniem. Opistosoma (odwłok) ma jasną przepaskę środkową i ciemne boki. Genitalia samicy mają płytkę płciową o wyraźnym przedsionku, prawie trójkątnym lub nieobecnym trzonku, niepodzielonych, skierowanych bocznie, niemal równoległych, oddalonych na co najmniej swoją średnicę zbiornikach nasiennych i bardzo krótkich, nieskręconych, błoniastych przewodach kopulacyjnych. Nogogłaszczki samca mają zaostrzoną lub zaokrągloną apofizę rzepki, goleń z wydłużoną apofizą retrolateralną oraz małą apofizą grzbietowo-retrolateralną, tak długie jak szerokie, szerokie cymbium z krótkim wierzchołkiem, zaokrąglone tegulum z zagiętą pod kątem prostym apofizą tegularną, skręcony konduktor o szerokich nasadzie i wierzchołku oraz szeroki, gruby, prawie prosty, stopniowo ku szczytowi zwężony embolus bez blaszki.
Rodzaj palearktyczny. Spośród dwóch jego gatunków G. agelenoides występuje w zachodniej części regionu śródziemnomorskiego od Hiszpanii po Włochy, a G. gorbachevi znany jest tylko z zachodniego Tadżykistanu.

## Taksonomia
Takson ten wprowadzony został w 2020 roku przez Alirezę Zamaniego i Jurija Marusika na łamach „Arachnology”. Jego nazwa to połączenie ksywki ostatniego przywódcy ZSRR Michaiła Gorbaczowa „Gorbi” z nazwą pokrewnego rodzaju Agelescape.
Do rodzaju tego należą dwa opisane gatunki:
- Gorbiscape agelenoides (Walckenaer, 1841)
- Gorbiscape gorbachevi Zamani & Marusik, 2020